# Себастиян Крел
Себастиян Крел (на словенски: Sebastijan Krelj) е виден словенски протестантски пастор, теолог, лингвист и писател от XVII век.

## Биография
Крел е роден в 1538 година в словенския град Випава, Херцогство Крайна, Свещената римска империя. Учи четири години в Йенския университет с подкрепата на благодетел от Нюрнберг и учи в Теологическия факултет при Матияс Флациус Илирик (Матия Влачич Илирик). В Йена се оформя протестантският му манталитет и Крел усвоява всички радикални възгледи на Флациус, макар и поради умереността на характера си и телесната си слабост да не ги довежда до крайността на учителя си. В 1561 година е помощник (ammanuensis) на Флациус, в 1562 година заедно с другия му ученик Мелисандър го последва в Регенсбург, а през 1563 година го придружава при пътуването му до Истрия и Крайна. По обратния път спират в Любляна, където Крел проповядва на словенски и немски.
През юли 1563 година болният Примож Трубар, лидер на протестантската Реформация в словенските земи, моли Крел да му стане помощник. Крел се съгласява, отпътува за Регенсбург, където е извършена ординацията му, и се връща в Любляна, където става проповедник заедно с Трубар. В Любляна Матия Кломбнер се опитва да го привлече в опозиционния на Трубар лагер, но неуспешно. През есента на 1564 година Крел е в Шкофя Лока. През юли 1565 година Трубар заминава за Германия и Крел на 27 години го замества като суперинтендант на протестантската църква в Любляна. Крел е болен от туберкулоза и през септември 1567 година вече не може да служи и започва да си търси наследник като глава на люблянската протестантска община, като пише писмо на Николаус Галус в Регенсбург да му изпрати подходящ човек, флацианист. Умира на Коледа 1567 година като оставя вдовица и едно дете. Два дни преди смъртта си щастлив научава, че съученикът му и приятел Мелисандър ще го наследи в Любляна, но това не се осъществява. Глава на протестантската община става Крищоф Шпиндлер, който макар и немец по народност, се грижи за развитието на протестантското училище и словенското книжовно и печатно дело.

## Книжовна дейност
При Флациус в Йена Крел получава първостепенно теологично и филологично образование. Самият Флациус е полиглот и Крел освен родния си език говори немски, латински, старогръцки, иврит, хърватски и познава кирилската и глаголическата литература.
Заедно с Трубар, Юрий Далматин и Адам Бохорич Крел вижда в разпространението на грамотността сред населението като основен начин за разпространение на протестантските идеи. Пише книги на „хорутански“, тоест словенски език, говорен от населението в Долна Щирия, Каринтия и Крайна (Карниола). Под влиянието на Трубар, издава „Детска Библия“ („Otrozhia Biblia“ със съвременен словенски правопис „Otročja biblija“, 1566), както и превод на „Славянски постили“ („Postila Slovenska“, 1567), опирайки се на старобългарската глаголическа езикова традиция. Крел въвежда някои промени в латинската азбука, адаптирана от Трубар от немски. Той последователно различава фонемите /s/ /z/ /t͡s/ /ʃ/ /ʒ/ /t͡ʃ/ /t͡ɕ/ /ə/, писани от него като ſ s z ſh sh zh ch à/è, а със съвременния словенски правопис s z c š ž č ć e и въвежда диакритични знаци за гласните. Нововъведенията му са използвани от Далматин в първия превод на цялата Библия на словенски в 1584 година. В 1583 година са кодифицирани от Бохорич в неговата граматическа книга Arcticae horulae succisivae.